# Heart (czasopismo)
Heart – brytyjskie, naukowe czasopismo kardiologiczne, wydawane od 1939 (do 1995 pod nazwą British Heart Journal). Oficjalny organ British Cardiovascular Society. Dwutygodnik. Wydawcą jest BMJ Publishing Group.
Misją czasopisma jest informowanie kardiologów o bieżących postępach w diagnostyce i leczeniu chorób sercowo-naczyniowych. Tematyka artykułów obejmuje: chorobę wieńcową, elektrofizjologię, choroby zastawkowe, techniki obrazowania, wrodzone wady serca (płodowe, pediatryczne i u dorosłych), niewydolność serca, operacje chirurgiczne i podstawy nauki. Każde wydanie zawiera obszerną sekcję kształcenia ustawicznego (Education in Heart) oraz sekcję JournalScan podkreślającą ważne artykuły spoza literatury kardiologicznej. Redaktorem naczelnym (ang. editor-in-chief) czasopisma jest Catherine Otto – profesor medycyny związana z University of Washington.
Pismo ma współczynnik wpływu impact factor (IF) wynoszący 5,420 (2017) oraz wskaźnik Hirscha równy 162 (2017). W międzynarodowym rankingu SCImago Journal Rank (SJR) mierzącym znaczenie i prestiż poszczególnych czasopism naukowych „Heart” zostało w 2017 sklasyfikowane na 24. miejscu wśród czasopism z dziedziny kardiologii i medycyny sercowo-naczyniowej. W polskich wykazach czasopism punktowanych przez Ministerstwo Nauki i Szkolnictwa Wyższego publikacja w tym czasopiśmie otrzymywała w latach 2013–2014 po 35-40 punktów.
Artykuły ukazujące się w tym czasopiśmie są indeksowane w: Web of Science Core Collection: Science Citation Index, Science Citation Index Extended, BIOSIS Preview, Current Contents: Clinical Medicine, Life Sciences, Medline (Index Medicus), PubMed Central, Scopusie, Embase (Excerpta Medica), CINAHL oraz w Google Scholar.